# Pandemonic Incantations
Pandemonic Incantations är studioalbum nummer tre av black/death metal-bandet Behemoth från Polen. Albumet gavs ut 1998 av Solistitium Records, och musiken är en blandning av black metal och så kallad blackened death metal. En ommixad digipackutgåva med sex bonusspår gavs senare ut av Metal Mind Records. Bonusspåren består av fem liveinspelningar från Toulouse, Frankrike i februari 1999 och en studioversion av With Spell of Inferno (Mefisto) från EP:n Bewitching the Pomerania.

## Låtlista

### Original-CDn
1. "Diableria (The Great Introduction)" – 0:49
2. "The Thousand Plagues I Witness" – 5:16
3. "Satan's Sword (I Have Become)" – 4:17
4. "In Thy Pandemaeternum" – 4:50
5. "Driven by the Five-Winged Star" – 5:05
6. "The Past is Like a Funeral" – 6:41
7. "The Entrance to the Spheres of Mars" – 4:45
8. "Chwała Mordercom Wojciecha (997-1997 Dziesięć Wieków Hańby)" (endast på den polska utgåvan) – 4:48
9. "Outro" – 0:57

### Ommixad CD
1. "Diableria (The Great Introduction)" – 0:49
2. "The Thousand Plagues I Witness" – 5:15
3. "Satan's Sword (I Have Become)" – 4:17
4. "In Thy Pandemaeternum" – 4:51
5. "Driven by the Five-Winged Star" – 5:00
6. "The Past is Like a Funeral" – 6:41
7. "The Entrance to the Spheres of Mars" – 4:47
8. "With Spell of Inferno (Mefisto)" (bonusspår) – 4:38
9. "Chwała Mordercom Wojciecha (997-1997 Dziesięć Wieków Hańby)" – 4:42
10. "Diableria (The Great Introduction)" (live), (bonusspår)– 0:29
11. "The Thousand Plagues I Witness" (live), (bonusspår) – 5:23
12. "Satan's Sword (I Have Become)" (live), (bonusspår) – 4:35
13. "From the Pagan Vastlands" (live), (bonusspår) – 3:40
14. "Driven by the Five-Winged Star" (live), (bonusspår) – 5:08

## Banduppsättning
- Adam "Nergal" Darski - sång, gitarr
- Zbigniew Robert "Inferno" Promiński - trummor
- "Mefisto" - bas

### Gästmusiker
- Piotr Weltowski - synthesizer